# Cinéma (canção)
"Cinéma" (Cinema) foi a canção que representou a Suíça no Festival Eurovisão da Canção 1980, interpretada em francês  por Paola. A referida canção tinha letra de Peter Reber e Verónique Müller, música e orquestração de Peter Reber. 
A referida canção fala-nos da infância da cantora, quando ela era pequena adorava ir ao cinema, gostava das luzes de néon  na parte de fora do cinema, a sala escura e do silêncio aquando da exibição e claro dos heróis infantis como Peter Pan, Alice no País das Maravilhas, o Rato Mickey e do grande realizador Walt Disney.

Paola foi a nona a cantar na noite, depois da canção sueca "Just nu!" interpretada por Tomas Ledin e antes da canção finlandesa. No final da votação, classificou-se em quarto lugar e recebeu 104 pontos.